# Tobar
Tobar község Spanyolországban, Burgos tartományban. Tobar Las Hormazas községgel határos. Lakosainak száma 27 fő (2024).

## Népesség
A település népessége az utóbbi években az alábbiak szerint változott:
| Lakosok száma | 51   | 43   | 39   | 32   | 30   | 29   | 27   | 25   | 22   | 27   |
|               | 2001 | 2004 | 2006 | 2009 | 2011 | 2014 | 2016 | 2019 | 2021 | 2024 |